# Radicale 1
Il radicale 1 è uno dei 214 radicali giapponesi/cinesi, e il suo significato è "uno". I caratteri che contengono questo kanji sono molti:
| Linee                  | Segni                      |
| ---------------------- | -------------------------- |
| senza altre linee      | 一                         |
| con 1 linea ausiliaria | 丁 丂 七 丄 丅 丆          |
| con 2 linee ausiliarie | 万 丈 三 上 下 丌 与       |
| con 3 linee ausiliarie | 不 丏 丐 丑 丒 专          |
| con 4 linee ausiliarie | 且 丕 世 丘 丙 业 丛 东 丝 |
| con 5 linee ausiliarie | 丞 丟 丠 両                |
| con 6 linee ausiliarie | 丣 两 严                   |
| con 7 linee ausiliarie | 並 丧                      |

Questo kanji è spesso utilizzato come cifra per la numerazione giapponese. È utilizzato anche per indicare il numero del mese e del giorno. Per la sua forma, è utilizzato a volte per descrivere una caratteristica che si estende in orizzontale; un esempio di questo è l'espressione ichimonji (taglio orizzontale), detta nel kenjutsu.

## Caratteristiche
|                       |                                                                    |
| Codici                |                                                                    |
| Unicode :             | 4E00                                                               |
| EUC :                 | B0EC                                                               |
| JIS :                 | 306C                                                               |
| Shift-JIS :           | 88EA                                                               |
| Big5 :                | A440                                                               |
| Classificazione       |                                                                    |
| Grado kanji :         | Kyōiku kanji/1º anno/1º grado                                      |
| Codice SKIP :         | 4-1-4                                                              |
| Significato :         | 一 uno                                                             |
| Numero di tratti :    | 1                                                                  |
| Frequenza :           | 2                                                                  |
| Letture e Utilizzi    |                                                                    |
| On'yomi (音読み) :    | イツ = 1 , イチ = 1                                                |
| Kun'yomi (訓読み) :   | ひと.つ = 1                                                        |
| Nanori (名乗り読み) : | い, いっ, いる, かつ, かず, かづ, てん, はじめ, ひ, ひとつ, まこと |
| Rōmaji :              | ICHI, ITSU, hito.tsu                                               |
| Esempio di parola :   | 一人《ひとり》= una persona 二十一 《ニジュウイチ》 = 21           |